# São Tomé, Paraná
São Tomé este un oraș în Paraná (PR), Brazilia.